# Asjha Jones
Asjha Takera Jones, (nascuda l'1 d'agost de 1980 a Piscataway Township, Nova Jersey) és una jugadora de bàsquet estatunidenca.

## Primers anys
A l'edat de tres anys, Jones va començar a jugar al bàsquet en un parc local. Ella va començar a jugar a la pilota AAU a l'edat d'onze anys, però es mantenia jugant pilota al barri abans d'aquesta data. Ella va tractar d'interessar a les nenes en el joc, però no va poder convèncer a elles, per la qual cosa va jugar al bàsquet amb els nois. A l'edat de dotze anys, va arribar a la seva altura adulta, per la qual cosa era més alta que la majoria dels seus companys d'equip, els nens i les nenes. La seva sabata feia joc amb la seva edat durant un temps, fins que va arribar a la seva màxima talla d'una grandària de 13.
Ella va començar a anar als camps de bàsquet a una edat primerenca, incloent un en Rutgers, mentre estava en el cinquè grau. Quan estava en vuitè grau, va anar suficientment bona per guanyar el MVP de la lliga d'estiu, malgrat jugar amb els participants en edat d'escola secundària.

## Secundària i AAU
Jones va assistir a Piscataway Township High School i té el rècord de l'escola en els punts i rebots amb 2.266 i 1.256 respectivament. En el seu últim any, Jones va jugar en l'equip de l'escola secundària que va anar a la final. En el partit de semifinals contra els Shawnee Renegades, l'equip contrari sabien que havien de contenir a Jones. Encara que van tenir èxit en la limitació dels seus tirs de camp (Jones va ser 3 en 18), no podien detenir el seu rebot o tirs lliures. Jones va tenir 15 rebots i va copejar a 6 de 7 tirs lliures per ajudar a dirigir l'equip de Piscataway en el passat Shawnee i després a la final.
A l'escola secundària, ella era una McDonalds All-American i Jugadora de bàsquet femení de l'any Star-Ledger de Nova Jersey, que li va valer una beca per jugar amb les UConn Huskies de la Universitat de Connecticut. Jones va ser nomenada WBCA All-American. Ella va participar en la WBCA High School All-America Game, on va anotar set punts.

Jones va arribar a l'atenció d'un entrenador de l'AAU locals, Rich Leary, quan ella era una estudiant de primer any a l'escola secundària. En aquest moment, hi havia un equip d'AAU per a nens, però no un per a les nenes. Així que al principi, ella jugava amb els nois. Leary va formar un equip de noies, els Demons, amb Jones com la peça central. Al moment en què ella era una menor, els Demons van guanyar el torneig estatal de menors de 18 anys i va avançar fins a la final nacional de l'AAU. A l'any següent, Jones va fer una mitjana de 30 punts per partit i va portar a l'equip al torneig nacional de nou.

## Carrera
En la temporada 2005-06 va jugar en Novosibirsk per a la Federació Russa de Bàsquet Superliga. Després de jugar per UMMC Ekaterinburg a Rússia durant diversos anys, es va unir a Rivas Ecópolis en la temporada 2011-12, on es va jugar el partit final de l'Euroliga Femenina 2011-12.
Jones va ser convidada al camp d'entrenament de l'equip nacional femení de bàsquet dels Estats Units en la tardor de 2009. L'equip seleccionat per jugar en el Campionat Mundial FIBA 2010 i els Jocs Olímpics de 2012 es tria generalment a partir d'aquests participants. Al final del campament d'entrenament, l'equip viatjarà a Ekaterinburg, Rússia, on competeixen en el 2009 UMMC Ekaterinburg Internacional Invitational.